# Phillips Petroleum Company
La Phillips Petroleum Company était une société pétrolière américaine constituée en 1917, active dans le secteur de l'énergie. Ses activités s’étendaient au raffinage, au transport et à la commercialisation du pétrole, à la collecte de gaz naturel et de produits chimiques.  
Le 30 août 2002, Conoco Inc. a fusionné avec Phillips Petroleum pour former ConocoPhillips, devenant ainsi le troisième société d'énergie intégrée et la deuxième plus grande société de raffinage aux États-Unis. La société a déménagé son siège à Houston. 
En 2012, ConocoPhillips s'est scindé en deux sociétés distinctes. La nouvelle société, qui détient les actifs des secteurs raffinerie, chimie et pipelines, anciennement détenus par ConocoPhillips, porte le nom de Phillips 66. 

## Histoire

### Création et développement
La Phillips Petroleum Company est créée le 13 juin 1917 par les frères Lee Eldas et Frank Phillips, de Bartlesville, en Oklahoma, aux États-Unis, où la société avait son siège,. 
Phillips Petroleum est rapidement devenue une société pétrolière totalement intégrée, comprenant la production de pétrole et de gaz, le transport par oléoducs, les raffineries, ainsi que la commercialisation de produits pétroliers. 
Phillips Petroleum s'est fortement impliqué dans l'industrie du gaz naturel après la découverte du champ de gaz Panhandle au Texas et du champ Hugoton au Kansas. En 1925, il était le plus grand producteur de liquides de gaz naturel (LGN) aux États-Unis. 
En 1927, Phillips Petroleum a ouvert sa première raffinerie de pétrole à Borger, au Texas, destinée à produire de l'essence servant comme carburant automobile. La raffinerie a également produit d’autres types de produits pétroliers (kérosène, mazouts, par exemple). Elle a ouvert sa première station-service à Wichita, dans le Kansas, le 19 novembre 1927. En 1930, la société développa sa marque "Phillips 66",. Frank Phillips a été président de la société jusqu'en 1938.  

### Durant la Seconde Guerre Mondiale
En 1942, la société acheta plus de 250 000 acres dans les champs de gaz Hugoton-Panhandle et pris une participation de 25% dans Panhandle Eastern Pipeline Co. En 1954, la Cour suprême des États-Unis a statué sur l’affaire historique Phillips Petroleum vs. État du Wisconsin qui a déclaré qu'en vertu de la loi sur le gaz naturel, le gouvernement fédéral devrait réglementer les prix facturés par les producteurs de gaz naturel lorsqu'ils vendent du gaz à la tête du puits. Phillips a ensuite cédé la participation dans Panhandle Eastern Pipeline, mais est resté un important fournisseur de gaz naturel. 
La Seconde Guerre mondiale a fortement stimulé la demande en produits pétroliers, en particulier de carburéacteurs et plus précisément de carburéacteurs à indice d'octane élevé. Phillips Patroleum s'est tourné vers la technologie pour augmenter l'indice d'octane des carburants utilisés dans les moteurs de pointe. La société a inventé un procédé d'alkylation HF en 1940. L’industrie pétrochimique américaine a pris son envol en fabriquant d’abord du styrène, de l’éthylène, puis du propylène et du butadiène. Après la guerre, elle crée une filiale, Phillips Chemical Co., qui se lance dans le secteur des engrais en produisant de l'ammoniac anhydre à partir de gaz naturel. La société a ensuite construit un complexe sur le Houston Ship Channel consacré à la fabrication de produits pétrochimiques et de polymères. 

### Extension et fusion
Au cours des années 1960, Phillips étend ses activités internationales, principalement au Canada, au Venezuela et en Colombie. La société découvre notamment le gisement d'Ekofisk en mer du Nord, en 1969. 
En 1966, Phillips Petroleum rachète les opérations de la côte ouest de Tidewater Oil Co. et rebaptise ses magasins "Flying A" en Phillips 66. 
En 1983, Phillips Petroleum rachète la General American Oil Company, une société du Delaware dont le siège est situé à Dallas, au Texas. La société a été créée à l'origine par Algur H. Meadows en 1936 à la suite d'une fusion avec le pétrolier JW Gilliland et General American Finance System, une société créée par Meadows avec Ralph Trippett au début des années 1930. General American Oil Company était "l'une des plus grandes sociétés pétrolières indépendantes du pays, avec des activités et des intérêts dans le monde entier".    
À la fin de l'année 1984, Mesa Power LP Co., dirigée par T. Boone Pickens, Jr., tenta une prise de contrôle hostile de Phillips Petroleum. Après l'échec de Mesa, Carl Icahn a tenté une seconde prise de contrôle hostile. Phillips Petroleum est restée une société indépendante mais a été recapitalisée avec une dette importante. En raison de cette lourde dette, Phillips Petroleum a commencé à vendre un grand nombre de ses actifs, y compris des raffineries, et cette démarche a conduit à la fusion avec Conoco en 2002. 
Phillips Petroleum Corp. et Chevron Corp. ont combiné leurs activités chimiques mondiales en 2000 pour former une nouvelle société, Chevron Phillips Chemical Corp., LLC. La fusion exclut les additifs oronite de Chevron, qui sont restés dans le giron de l'entreprise-mère. Chevron Phillips a son siège à The Woodlands, au Texas.
En 2001, Phillips Petroleum rachète Tosco Corporation (en) et ses stations-services Union 76 (en).

## Accidentologie

### Accident de 1980 en mer du Nord
L'Alexander L. Kielland, appareil de forage opérant au niveau du gisement de gaz d'Ekofisk en mer du Nord, a chaviré le 27 mars 1980. L'accident a tué 123 personnes. La plate-forme appartenait à une société norvégienne, Stavanger Drilling, et avait été agréée par Phillips Norway, une filiale de Phillips Petroleum Co..

### Explosion de 1989
En 1989, le site de Pasadena a été le théâtre d'une explosion, qui a coûté la vie à 23 employés et sous-traitants, et blessé 314 personnes. 

### Explosion de 1999

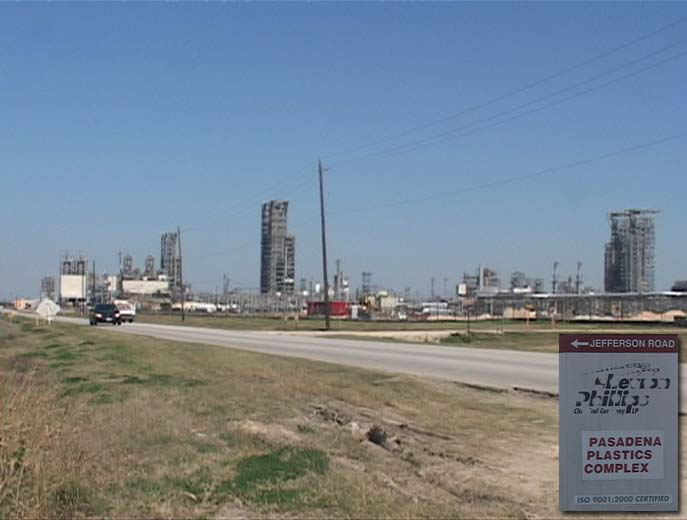
Site sur lequel les explosions se sont produites en 1989, 1999 et 2000 (photographié en 2008)

Deux sous-traitants ont été tués et trois salariés blessés dans une explosion dans la matinée du mercredi 23 juin 1999 dans l'usine K-Resin (copolymère de styrène-butadiène) de Phillips Petroleum Co., située au sein du complexe chimique de Pasadena, au Texas. Une alarme a retenti à 11h30 lorsque l'explosion s'est produite, suivie d'un incendie. Il a fallu plus d'une heure aux services d'incendie de Phillips Petroleum pour éteindre l'incendie. Les personnes tuées étaient Juan Martinez, âgé de 24 ans, et son oncle Jose Inez Rangel, qui effectuaient un test hydrostatique sur des tuyaux. Martinez et Rangel étaient tous deux des employés de la Zachry Construction Corp. 
Aujourd'hui, l'usine ne fabrique plus que du polyéthylène haute densité (PEHD). Ce complexe emploie 750 personnes pour la production de produits chimiques de spécialité, dont 150 personnes travaillant à l'exploitation et à la maintenance.